# ADI Condor
L'ADI Condor était un motoplaneur biplace de conception originale construit en 1981. Réalisé en matériaux composites, c’était un appareil à empennage bipoutre, le moteur, un Reymaster (VW) de 2100 cm³, étant installé derrière un court fuselage et entraînant une hélice propulsive. Une panne de moteur durant un décollage de nuit fin 1982 entraîna la destruction du prototype. Martin Hollmann, qui avait dessiné l'appareil, fut assez grièvement blessé dans cet accident.